# Wildendürnbach
Wildendürnbach ist eine Gemeinde mit 1526 Einwohnern (Stand 1. Jänner 2025) im nördlichen Weinviertel an der tschechischen Grenze. Sie liegt etwa 10 km östlich von Laa an der Thaya und 25 km nördlich der Bezirkshauptstadt Mistelbach (Niederösterreich).

## Geografie
Die Fläche der Gemeinde umfasst 53,63 km². Davon sind 80 Prozent landwirtschaftliche Nutzfläche und 12 Prozent bewaldet.

### Gemeindegliederung
Das Gemeindegebiet umfasst vier Ortschaften (in Klammern Einwohnerzahl Stand 1. Jänner 2025):
- Alt-Prerau (10)
- Neuruppersdorf (449)
- Pottenhofen (267)
- Wildendürnbach (800)

Die Gemeinde besteht aus den Katastralgemeinden Altprerau, Mitterhof, Neuruppersdorf, Pottenhofen und Wildendürnbach.

### Nachbargemeinden
| Tschechien |                                             |             |
|            | Kompassrose, die auf Nachbargemeinden zeigt | Ottenthal   |
|            | Neudorf im Weinviertel                      | Falkenstein |

Die Nachbarorte sind im Osten Neuruppersdorf, im Süden Neudorf im Weinviertel und im Südwesten Laa an der Thaya.

## Geschichte
Der Ort wurde erstmals 1267 als Durrenpach urkundlich erwähnt. Die Ansiedlung von Bauern in der Gegend war seit der Zeit um 1000 n. Chr. durch die Grafen von Plain vorangetrieben worden.
In den letzten Tagen des Zweiten Weltkriegs kam es im Gebiet um Wildendürnbach zu Kämpfen zwischen der Wehrmacht und der Roten Armee. Bei Luftangriffen am 20. April 1945 wurden 50 Gehöfte von Bomben getroffen und davon mehrere zerstört. Zwischen 22. April und 8. Mai kam es zu Infanteriekämpfen, wobei die deutschen Truppen am 21. April den Ort räumten und die Sowjetarmee am 22. April vormittags einzog. In Neuruppersdorf wurden zwei Zivilisten bei einem Luftangriff getötet. In Pottenhofen dauerten die Kämpfe über eine Woche an, wobei ebenso mehrere Zivilpersonen ums Leben kamen.

### Einwohnerentwicklung
Nach einem starken Rückgang der Bevölkerungszahl von 1939 bis 1991 bleibt diese seit der Jahrtausendwende nahezu konstant.
| Wildendürnbach: Einwohnerzahlen von 1869 bis 2025   | Wildendürnbach: Einwohnerzahlen von 1869 bis 2025 | Wildendürnbach: Einwohnerzahlen von 1869 bis 2025 | Wildendürnbach: Einwohnerzahlen von 1869 bis 2025 | Wildendürnbach: Einwohnerzahlen von 1869 bis 2025 |
| --------------------------------------------------- | ------------------------------------------------- | ------------------------------------------------- | ------------------------------------------------- | ------------------------------------------------- |
| Jahr                                                |                                                   |                                                   |                                                   | Einwohner                                         |
| 1869                                                | 1869                                              |                                                   | 2.370                                             | 2.370                                             |
| 1880                                                | 1880                                              |                                                   | 2.468                                             | 2.468                                             |
| 1890                                                | 1890                                              |                                                   | 2.453                                             | 2.453                                             |
| 1900                                                | 1900                                              |                                                   | 2.517                                             | 2.517                                             |
| 1910                                                | 1910                                              |                                                   | 2.755                                             | 2.755                                             |
| 1923                                                | 1923                                              |                                                   | 2.719                                             | 2.719                                             |
| 1934                                                | 1934                                              |                                                   | 2.681                                             | 2.681                                             |
| 1939                                                | 1939                                              |                                                   | 2.767                                             | 2.767                                             |
| 1951                                                | 1951                                              |                                                   | 2.643                                             | 2.643                                             |
| 1961                                                | 1961                                              |                                                   | 2.324                                             | 2.324                                             |
| 1971                                                | 1971                                              |                                                   | 2.029                                             | 2.029                                             |
| 1981                                                | 1981                                              |                                                   | 1.790                                             | 1.790                                             |
| 1991                                                | 1991                                              |                                                   | 1.645                                             | 1.645                                             |
| 2001                                                | 2001                                              |                                                   | 1.612                                             | 1.612                                             |
| 2011                                                | 2011                                              |                                                   | 1.574                                             | 1.574                                             |
| 2021                                                | 2021                                              |                                                   | 1.572                                             | 1.572                                             |
| 2025                                                | 2025                                              |                                                   | 1.526                                             | 1.526                                             |
| Quelle(n): Statistik Austria, Gebietsstand 1.1.2021 |                                                   |                                                   |                                                   |                                                   |

## Kultur und Sehenswürdigkeiten

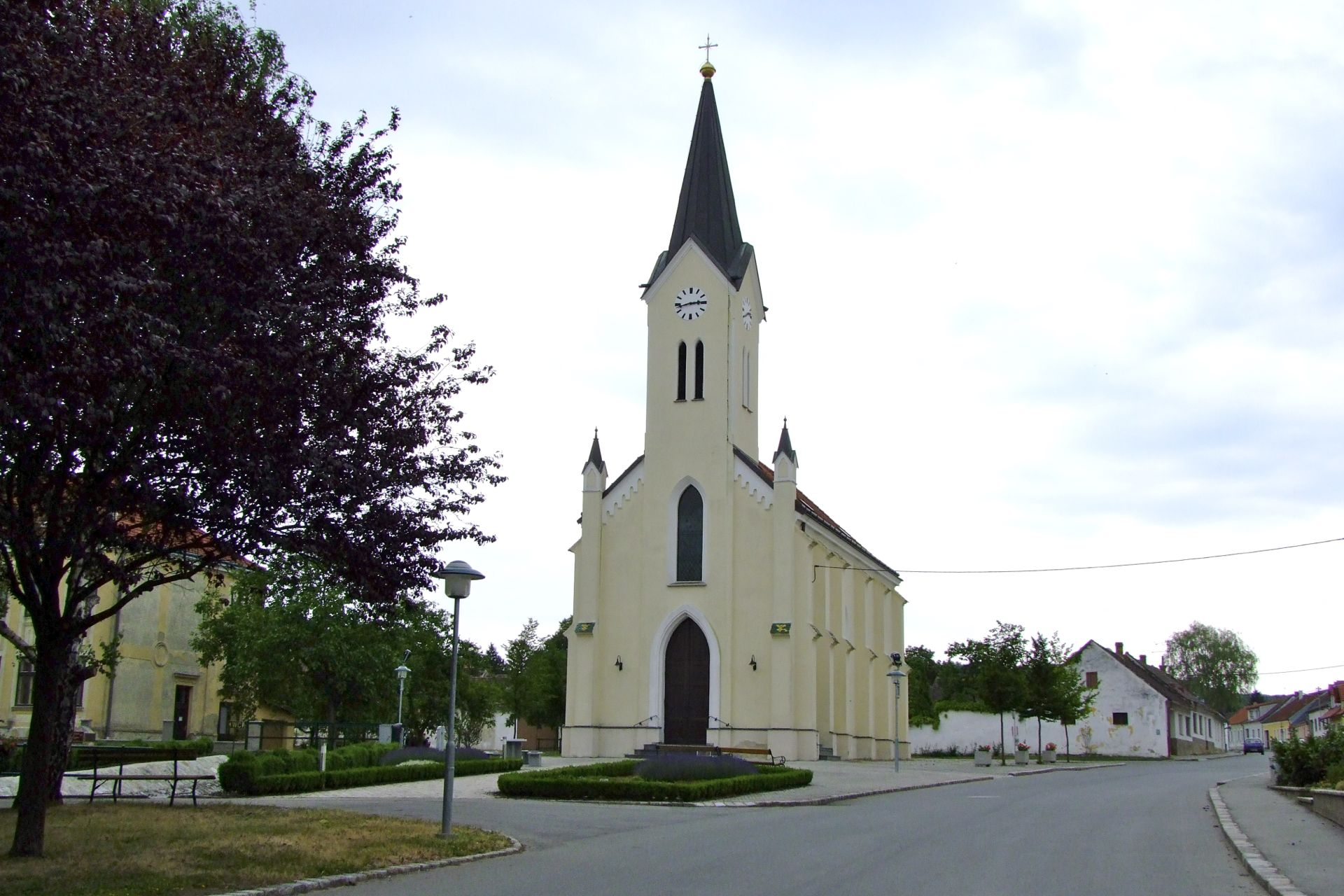
Filialkirche Neuruppersdorf

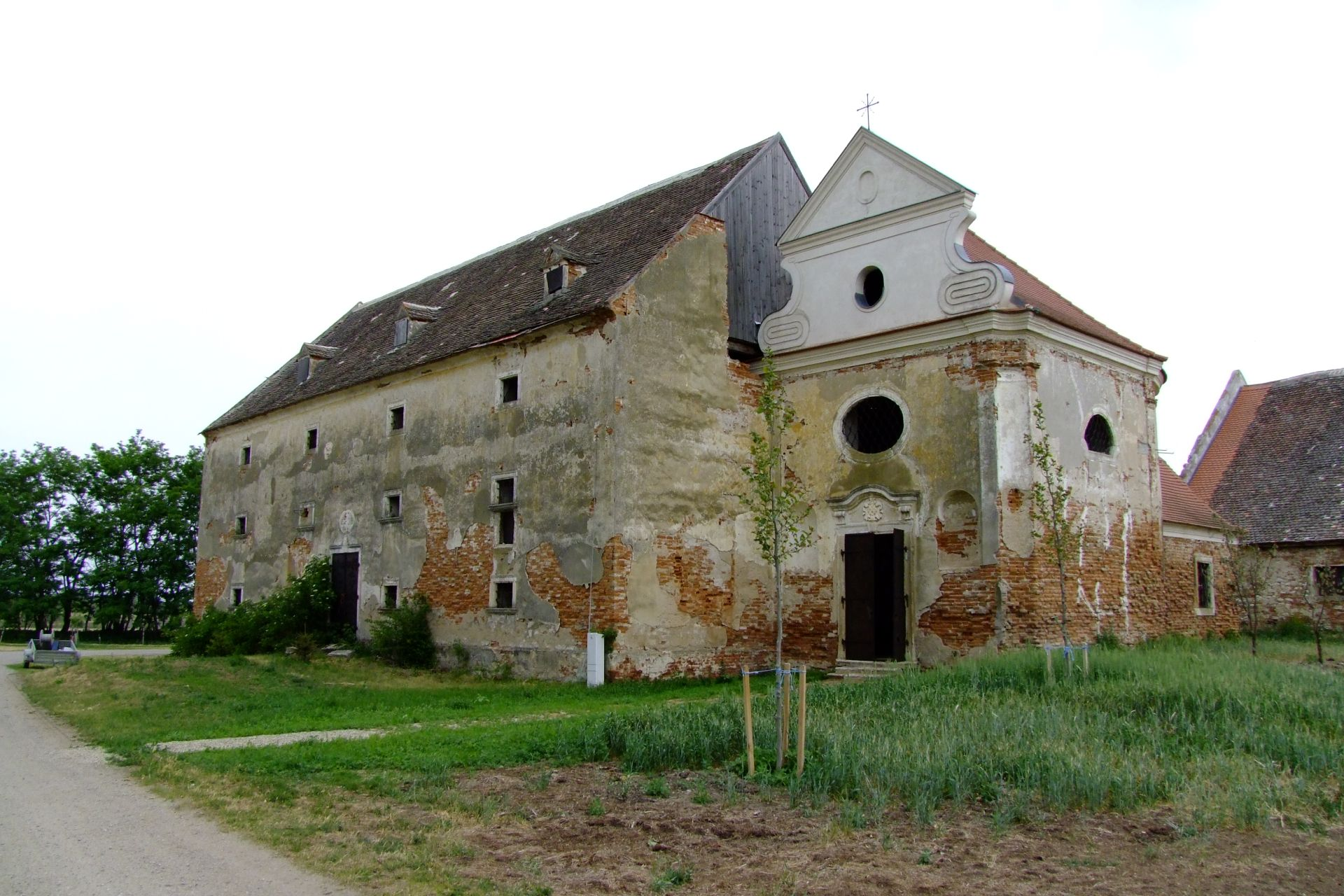
Gutshof Mitterhof Schüttkasten mit Kapelle

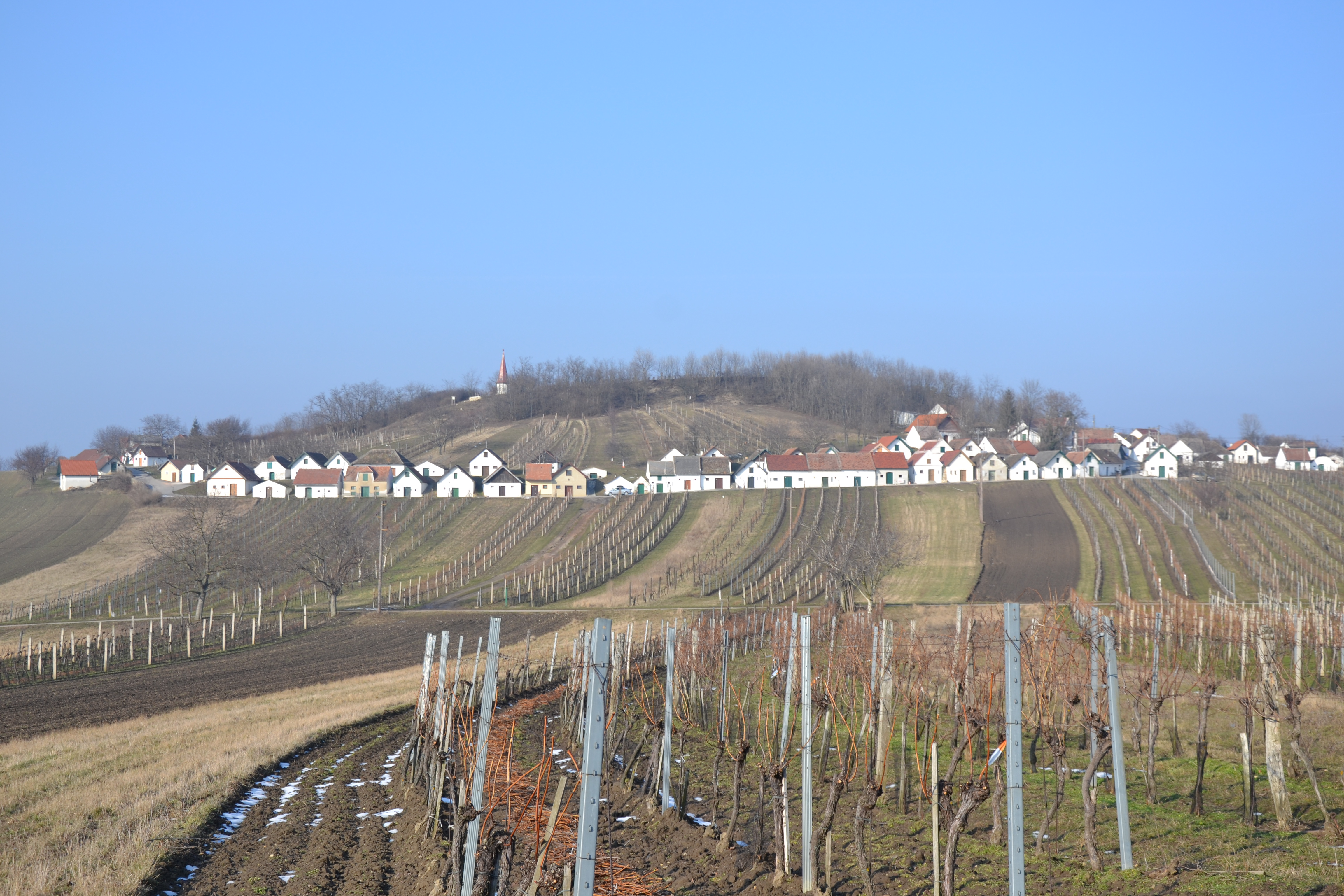
Galgenberg mit Kellergasse

- Katholische Pfarrkirche Pottenhofen hl. Florian
- Katholische Pfarrkirche Wildendürnbach hl. Petrus
- Katholische Filialkirche Neuruppersdorf Mariahilf
- Kellergasse am Galgenberg: Die Kellergasse wurde 2013 zur niederösterreichischen Kellergasse des Jahres gekürt.[6]
- Schüttkasten mit Kapelle des Gutshofes Mitterhof
- Gutshof Alt-Prerau

### Sport
- UFC Wildendürnbach: Der UFC Wildendürnbach wurde 1970 gegründet. Er tritt mit den Farben Blau/Weiß auf. Im Jahr 1996 begannen die Planungen für einen neuen Sportplatz mit automatischer Bewässerungsanlage. Der Spatenstich erfolgte im Frühjahr 1998, die Eröffnung im August 2000 mit einem Testspiel gegen den SK Rapid Wien. In der Saison 2011/2012 stieg der Verein aus der 1. Klasse Nordwest in die 2. Klasse Pulkautal ab. Der erfolgreichste Spieler der Vereinsgeschichte ist Christian Bruckner, der in 450 Meisterschaftseinsätzen 430 Tore erzielte. Obmann ist Johannes Kölbl, dem für seine Verdienste um den Fußball im Jahr 2017 das silberne Ehrenzeichen des niederösterreichischen Fußballverbandes verliehen wurde.[7]
- USC Neuruppersdorf: Der USC Neuruppersdorf ist der jüngere Verein und wurde 1984 gegründet, er trug seine Heimspiele im Waldstadion aus, das im Wald auf dem Burgstallberg im nordöstlichen Teil der Ortschaft liegt. Die Vereinsfarben sind Rot/Weiß. Gespielt wurde in der 3. Klasse Region Mistelbach. Der größte Erfolg war der Meistertitel 2011. In der Saison 2018/19 wurde der aktive Spielbetrieb eingestellt, der Verein blieb jedoch weiterhin bestehen und spielt seit der Saison 2019/20 wieder aktiv in der Bezirksklasse Weinviertel. Nach zwei hohen Niederlagen zum Start der Saison 2024/25 und großen Personalproblemen, wurde der Spielbetrieb mit September 2024 endgültig eingestellt.[8]
- UTC Wildendürnbach: Der Tennisverein „UTC Wildendürnbach“ trägt seine Spiele neben dem Wildendürnbacher Teich aus. Die Anlage verfügt über zwei Plätze und wurde im April 2011 saniert. Der UTC Wildendürnbach nimmt jährlich an den Grenzlandmeisterschaften teil.

## Wirtschaft und Infrastruktur
Im Jahr 2010 gab es 40 nichtlandwirtschaftliche Arbeitsstätten; die Zahl der land- und forstwirtschaftlichen Betriebe lag nach der Erhebung 1999 bei 174. Die Zahl von 697 Erwerbstätigen am Wohnort nach der Volkszählung 2001 entspricht einer Erwerbsquote von 43,73 %.

### Verkehr
Der Bahnhof von Wildendürnbach lag an der Bahnstrecke Novosedly–Zellerndorf. Der Personenverkehr wurde gegen Ende des Zweiten Weltkriegs eingestellt und nach dem Krieg nicht wieder aufgenommen.

### Bildung
In der Gemeinde gibt es einen Kindergarten und eine Volksschule.

### Gesundheit
Im September 2024 wurde ein neues Arzthaus im Zentrum eröffnet. Dafür wurde ein ehemaliges Bankgebäude sowie das angrenzende Haus von der Gemeinde angekauft und umgebaut. Die Ordination für Allgemeinmedizin mit Kassenvertrag wird von Dr. Jürgen Jelen betrieben.

## Politik

### Gemeinderat
| Der Gemeinderat hat 19 Mitglieder. - Mit den Gemeinderatswahlen in Niederösterreich 1990 hatte der Gemeinderat folgende Verteilung: 16 ÖVP, 2 SPÖ, und 1 Sonstige. - Mit den Gemeinderatswahlen in Niederösterreich 1995 hatte der Gemeinderat folgende Verteilung: 17 ÖVP, und 2 SPÖ. - Mit den Gemeinderatswahlen in Niederösterreich 2000 hatte der Gemeinderat folgende Verteilung: 16 ÖVP, und 3 SPÖ. - Mit den Gemeinderatswahlen in Niederösterreich 2005 hatte der Gemeinderat folgende Verteilung: 11 ÖVP, und 8 SPÖ. - Mit den Gemeinderatswahlen in Niederösterreich 2010 hatte der Gemeinderat folgende Verteilung: 15 ÖVP, und 4 SPÖ. - Mit den Gemeinderatswahlen in Niederösterreich 2015 hatte der Gemeinderat folgende Verteilung: 16 ÖVP, und 3 SPÖ. - Mit den Gemeinderatswahlen in Niederösterreich 2020 hat der Gemeinderat folgende Verteilung: 18 ÖVP und 1 SPÖ. | Die zur Anzeige dieser Grafik verwendete Erweiterung wurde dauerhaft deaktiviert. Wir arbeiten aktuell daran, diese und weitere betroffene Grafiken auf ein neues Format umzustellen. (Mehr dazu) |

### Bürgermeister
- bis 2020 Herbert Harrach (ÖVP)
- seit 2020 Manuela Leisser (ÖVP)[16]

### Wappen
Der Gemeinde wurde am 25. September 2011 durch den damaligen Landeshauptmann Erwin Pröll folgendes Wappen verliehen: Von einem flachen silbernen Wellenbalken schrägrechts geteilt, vorne in Grün eine goldene Korngarbe aus sieben Ähren, hinten in Blau auf einem grünen, silbern gesäumten Berg ein silberner sechseckiger Turm mit einem schmalen Fenster und einem roten Spitzdach mit goldenem Knauf.

## Persönlichkeiten
- Leopold Mathias Schleifer (1771–1842), patriotischer Dichter mit Schutz- und Trutzliedern

- Walter Kermer (* 16. August 1899 in Znaim; † 20. April 1968 Kloster Gablitz), Erzbischöflicher Geistlicher Rat, Gemeindepfarrer 1929–1955; Das Ehren- und Familiengrab wurde von der Gemeinde aufgelöst.[18]